# Green Onions (chanson)
Pour les articles homonymes, voir Green Onions.
Singles de Booker T. and the M.G.'s
Jellybread
(1962)
Clip vidéo
[vidéo] « Green Onions - Booker T & the MG's », sur YouTube
Green Onions (« oignons verts », en anglais) est une célèbre composition de rock instrumental-soul-rhythm and blues du groupe auteur-compositeur-interprète américain Booker T. and the M.G.'s, à base d'orgue Hammond et de Fender Telecaster, enregistré en single 45 tours en 1962, extrait de l'album Green Onions . Succès international emblématique du groupe, disque d'or, vendu à plus d'un million d'exemplaires, 3e place du Billboard Hot 100 américain et 1re du classement Hot R&B Sides (l'actuel Hot R&B/Hip-Hop Songs), Grammy Hall of Fame Award, Registre national des enregistrements.

## Histoire
L'enregistrement de Green Onions n'était absolument pas prévu, ni même la formation du groupe. En mai 1962, le jeune pianiste et organiste Booker T. Jones, le guitariste Steve Cropper, le bassiste Lewie Steinberg et le batteur Al Jackson, Jr. sont réunis en studio pour une séance d'enregistrement avec le chanteur Billy Lee Riley, mais celle-ci est annulée au dernier moment.
Les quatre musiciens commencent alors à jouer ensemble, improvisant autour d'un blues dont Booker T. Jones a jeté les bases. Jim Stewart, le patron du label Stax, qui est à la console, séduit par ce qu'il entend, enregistre les musiciens. Il veut même sortir ce morceau instrumental, titré Behave Yourself, en single. Cependant, comme il faut un deuxième titre pour la face B, Jim Stewart demande au quatuor de jouer un autre morceau. C'est une nouvelle improvisation autour de l'orgue Hammond de Booker T. Jones, qui aboutit à un instrumental plus rythmé qui sera baptisé Green Onions (inspiré du groove musical du standard du blues électrique Boogie Chillen' de 1948 et Boom Boom de 1962 du bluesman américain John Lee Hooker[réf. nécessaire]). L'alchimie ayant fonctionné entre les quatre musiciens, ils décident de former le groupe Booker T. and the M.G.'s (M.G. pour Memphis Group).
Green Onions sort tout d'abord localement en 45 tours en mai 1962 sur le label Volt, filiale de Stax. Le titre Green Onions de la Face B devient rapidement un tube des radios américaines, avant d'être réédité en face A à l’échelle nationale sur le label Stax lui-même en août 1962. Il est ensuite inclus dans l'album Green Onions d'octobre 1962, un des plus importants succès du label Stax.

## Reprises et variantes
Green Onions est repris par de nombreux interprètes, dont The Ventures, Henry Mancini, The Surfaris, Brian Auger, The Blues Brothers, Daryl Hall...

Ce titre inspire de nombreux tubes, dont :
- 1963 : Mo' Onions, de Booker T. and the M.G.'s, variante du précédent, sur l'album Green Onions.
- 1963 : Onions, de John Lee Hooker, avec des paroles
- 1963 : Help Me (en), de Sonny Boy Williamson II.
- 1973 : La Grange, de ZZ Top, album Tres Hombres[5] (un des plus importants succès de leur répertoire).

- 1968 : On the Road Again, de Canned Heat
- 1983 : Who Needs Girls ?, de Johnny Thunders
- 1996 : Baby Did a Bad Bad Thing, de Chris Isaak

## Dans les médias
Green Onions a été utilisé dans des spots publicitaires, des séries télévisées ou des films tels que American Graffiti de George Lucas ou Quadrophenia de Franc Roddam. Son utilisation dans ce dernier film s'accompagne d'une réédition du single au Royaume-Uni et en Irlande, permettant à Green Onions d'entrer pour la première fois dans les charts de ces deux pays fin 1979 début 1980, culminant respectivement à la 7e et à la 9e place.

## Au cinéma
- 1973 : American Graffiti, de George Lucas[8]
- 1979 : Quadrophenia, de Franc Roddam[6]
- 1980 : Les Blues Brothers, de John Landis, bande originale du film, interprété par The Blues Brothers.
- 2015 : Legend, de Brian Helgeland

## Distinctions
- 1967 : 3e place du Billboard Hot 100 américain et 1re du classement Hot R&B Sides (l'actuel Hot R&B/Hip-Hop Songs).
- 1967 : Disque d'or, vendu à plus d'un million d'exemplaires.
- 1995 : Liste des « 500 chansons qui ont façonné le rock 'n' roll »[9] du Rock and Roll Hall of Fame.
- 1999 : Grammy Hall of Fame Award[10].
- 2004 : Classement des « 500 plus grandes chansons de tous les temps »[11] du magazine Rolling Stone.
- 2011 : Registre national des enregistrements (National Recording Registry)[12],[13] de la Bibliothèque du Congrès.

## Classements hebdomadaires
| Classement (1962)              | Meilleure position |
| ------------------------------ | ------------------ |
| Australie (Kent Music Report)  | 73                 |
| États-Unis (Billboard Hot 100) | 3                  |
| États-Unis (Hot R&B Sides)     | 1                  |

| Classement (1979-1980)         | Meilleure place |
| ------------------------------ | --------------- |
| Irlande (IRMA)                 | 9               |
| Royaume-Uni (UK Singles Chart) | 7               |

## Certification
| Pays              | Certification | Date          | Unités certifiées |
| ----------------- | ------------- | ------------- | ----------------- |
| États-Unis (RIAA) | Or            | 1er juin 1967 | 1 000 000         |